# Sinularia gaveshaniae
Sinularia gaveshaniae is een zachte koraalsoort uit de familie Alcyoniidae. De koraalsoort komt uit het geslacht Sinularia. Sinularia gaveshaniae werd in 1991 voor het eerst wetenschappelijk beschreven door Alderslade & Shirwaiker. 